# درب استانبول
درب استانبول (به ترکی آذربایجانی: ایستامبول قاپیسی) مهمترین دروازه شهر تبریز در گذشته بود که به جهت قرار گرفتن آن در مسیر کاروانی تبریز به استانبول (ترکیه عثمانی) و وقوع نبردهای متعدد مشروطه‌خواهان با نیروهای سلطنتی در محدوده آن، ارزش و اهمیت خاصی در بین دروازه‌های تبریز داشت.
تاریخ وصاف، نام این درب را به عنوان «درب روم» آورده که منظور از روم، همان روم شرقی یا عثمانی است. در هنگام انقلاب مشروطه، به علت نزدیکی درب استانبول به پایگاه مشروطه‌خواهان و منزل مسکونی ستارخان در محله امیرخیز، کوچه ایرانچیلار و میدان مسجد ایرلی‌ها، این دروازه از موقعیت خاص نظامی برخوردار بود.